# أندي برات (لاعب كرة قاعدة)
أندي برات (بالإنجليزية: Andy Pratt)‏ هو لاعب كرة قاعدة أمريكي، ولد في 3 أكتوبر 1979 في ميسا في الولايات المتحدة.

## وصلات خارجية
- أندي برات على موقعبيزبول رفرنس.كوم (الدوري الرئيسي) (الإنجليزية)